# Kampong Chhnang (provinshuvudstad)
Kampong Chhnang är en provinshuvudstad i Kambodja.   Den ligger i provinsen Kampong Chhnang, i den centrala delen av landet, 80 km norr om huvudstaden Phnom Penh. Kampong Chhnang ligger 21 meter över havet och antalet invånare är 75 244.
Terrängen runt Kampong Chhnang är platt. Runt Kampong Chhnang är det ganska tätbefolkat, med 129 invånare per kvadratkilometer. Det finns inga andra samhällen i närheten. 